# Henry Enfield Roscoe
Pour les articles homonymes, voir Roscoe.
Henry Enfield Roscoe (7 janvier 1833
- 18 décembre 1915) est un chimiste britannique.

## Biographie

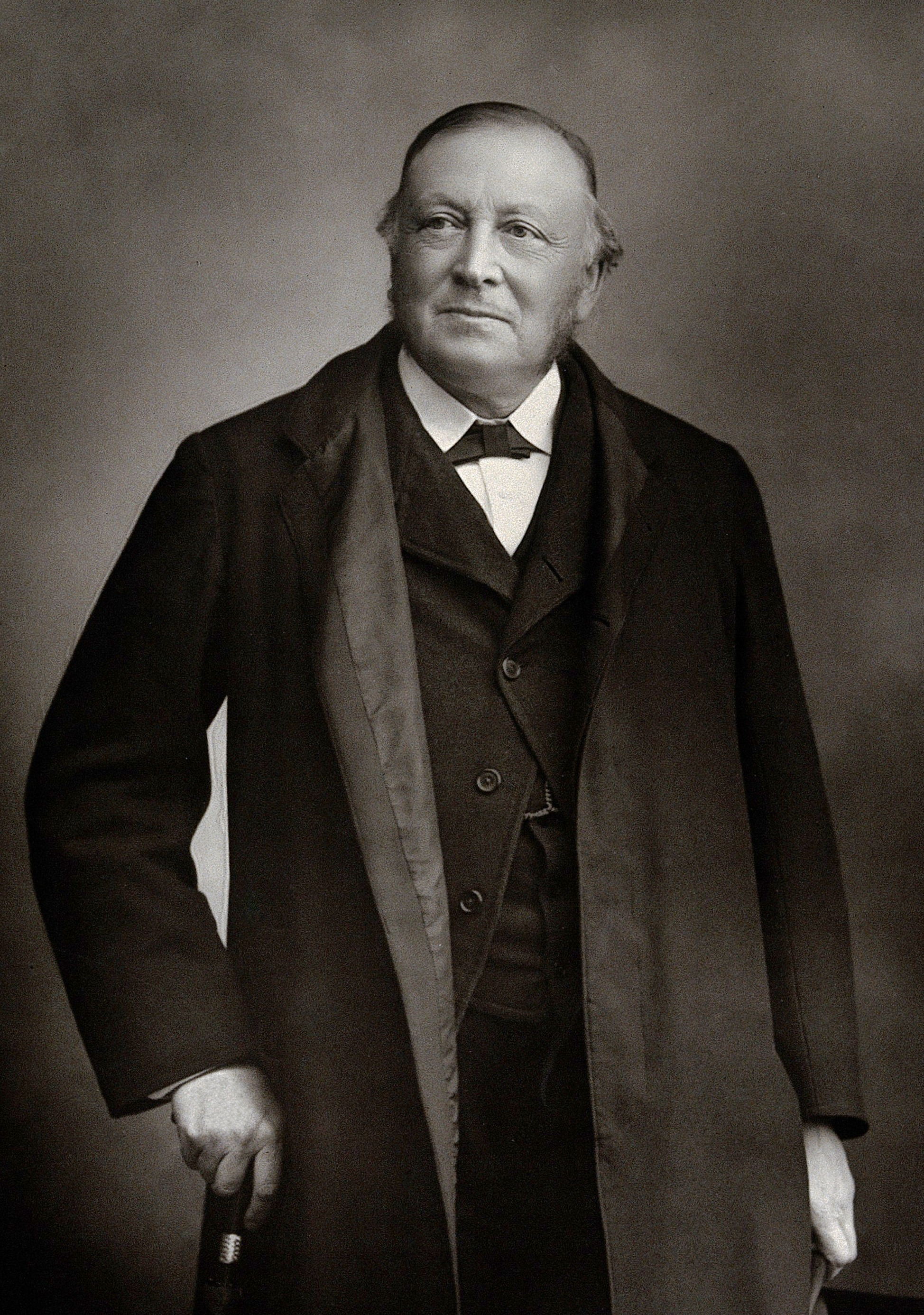
Henry Enfield Roscoe

Roscoe naît à Londres, son père, Henry Roscoe (1799-1837), un juriste est le fils de William Roscoe et sa mère Maria Fletcher est la fille de William Enfield (1741-1797). Il étudie au Liverpool Institute for Boys puis à l'university College de Londres, à l'époque la seule université de haut niveau qui ne base pas l'admissibilité sur des critères religieux, la famille maternelle et paternelle ayant des racines presbytérienne et unitarienne, elle est non-conformiste de ce point de vue. Le professeur qui l'a plus influencé à l'University College est Thomas Graham. Roscoe travaille ensuite dans le laboratoire d'Alexander William Williamson.
En 1853 Roscoe part en Allemagne à Heidelberg où il rencontre Robert Bunsen. Il obtient un doctorat à Heidelberg. En 1857, et pour trente ans, Roscoe est professeur de chimie à l'Université de Manchester. Roscoe rejoint la Chemical Society en 1855 dont il est président de 1880 à 1882. Il devient membre de la Royal Society en 1863 et reçoit sa médaille royale en 1873. Il est fait chevalier en 1884.
Roscoe a aussi des responsabilités politiques, de 1885 à 1895 il est membre du parlement pour la circonscription de Manchester-Sud. Il est aussi membre de plusieurs commissions portant sur des questions d'éducation, pendant son séjour en Allemagne il avait étudié le système universitaire allemand. De 1892 à 1902 il est vice-chancelier de l'université de Londres.
Un minéral contenant du vanadium, la roscoélite porte son nom.

## Recherches
Après son séjour en Allemagne, Roscoe poursuit sa collaboration avec Bunsen, ensemble ils font d'importantes contributions en photochimie entre 1855 et 1862. L'action de la lumière sur l'hydrogène et le chlore est déjà connu, ce mélange perd sa couleur caractéristique et est converti en chlorure d'hydrogène. Bunsen et Roscoe utilisent cette propriété pour construire un appareil de mesure de l'intensité de l'action chimique de la lumière. Une partie de ces travaux a déjà été faite par Henry Draper treize ans plus tôt.
En 1865 il commence à étudier le vanadium et ses composés, il invente une méthode pour le purifier et démontre que ce que l'on avait pris pour du vanadium précédemment sont en fait des échantillons contaminés par de l'oxygène et de l'azote. Roscoe travaille aussi sur le niobium, le tungstène, l'uranium, l'acide perchlorique, la solubilité de l'ammoniac.
Roscoe travaille sur l'évacuation des eaux usées dans les rivières et la pollution bactérienne et chimique de la Tamise.

## Publications
Roscoe écrit plusieurs manuels scolaires, Lessons in Elementary Chemistry, publié en 1866, est traduit en neuf langues, Chemistry Primer, publié en 1870 et Inorganic Chemistry, qui existe en deux versions, une pour débutant et l'autre pour des étudiants plus avancés, est écrit en collaboration avec Arthur Harden. À côté de ces manuels, Roscoe écrit plusieurs livres dont Treatise on Chemistry dont le premier volume paraît en 1877, la cinquième édition The Metals and their Compounds publié en 1913 comporte plus de 1 500 pages, ce traité qui se voulait exhaustif comporte une partie sur la chimie organique qui ne sera jamais complété. À nouveau en collaboration avec Harden il publie New View of Dalton's Atomic Theory un livre traçant la découverte par John Dalton de sa théorie atomique. Roscoe écrit aussi son autobiographie.

## Sources
- (en) the right and Honourable Sir Henry Enfield Roscoe, Edward Thorpe, 1916
- (en) Données biographiques
- (en) « Henry Enfield Roscoe », dans Encyclopædia Britannica [détail de l’édition], 1911 (lire sur Wikisource).